# Ligne de tramway 74 (SNCV Groupe de Charleroi)
La ligne 74 est une ancienne ligne du tramway vicinal de Charleroi de la Société nationale des chemins de fer vicinaux (SNCV) qui reliait Charleroi à Montigny-le-Tilleul entre 1887 et 1962.

## Histoire

### Charleroi Prison - Montigny-le-Tilleul Église
La ligne est mise en service en traction vapeur le 3 juin 1887 entre Charleroi Prison et Montigny-le-Tilleul Église (Foyer) pour à terme réaliser une ligne vers Thuillies (nouvelle section Charleroi Viaduc - Montigny-le-Tilleul Église, capital 11, section Charleroi Viaduc - Prison commune avec la ligne Charleroi - Lodelinsart). L'exploitation est assurée par la société anonyme des Railways économiques de Liège-Seraing et extensions (RELSE),,.
En 1895, il est finalement décidé de ne pas réaliser la ligne complète vers Thuillies à partir du terminus de Montigny-le-Tilleul Église mais de la Chapelle, cela donnant lieu à la création d'une nouvelle ligne Charleroi - Thuillies commune avec celle de Montigny-le-Tilleul à jusqu'à Montigny-le-Tilleul Chapelle.

### Charleroi Boulevard Paul Janson - Montigny-le-Tilleul Église
Le 30 mai 1901, la ligne est électrifiée, le terminus des lignes de Montigny-le-Tilleul et celle de Thuillies est reporté depuis la prison vers le début du boulevard Paul Janson par une nouvelle section par l'avenue des Alliés et le boulevard Jacques Bertrand (capital 11). La ligne est renforcée par des services partiels sous l'indice E entre Charleroi et la gare de Marchienne-au-Pont,.
En 1904, l'exploitation de la ligne et des autres lignes vicinales de Charleroi exploitées par les RELSE est reprise par une nouvelle filiale de cette société, les Tramways électriques du pays de Charleroi et extensions (TEPCE).
Vers 1920, la ligne se voit attribuer l'indice T (le service partiel de Marchienne-au-Pont garde l'indice E).
En 1923, l'exploitation de la ligne et des autres lignes vicinales de Charleroi exploitées par les TEPCE est reprise directement par la SNCV. 

### Charleroi Boulevard Paul Janson - Montigny-le-Tilleul Petit-Lac
Au 1er juillet 1928, les lignes de Charleroi se voit attribuer un indice, la ligne voit le T remplacé par le n°75 et le partiel E remplacé par le n°76. Le 1er décembre, la ligne est prolongée de Montigny-le-Tilleul Église à Petit-Lac dans le hameau de Bomerée, le n°75 devient un partiel restant limité à l'église de Montigny-le-Tilleul et les trams vers le Petit-Lac reçoivent l'indice n°74 (nouvelle section, capital 62),. 
Le 12 avril 1936, la section Montigny-le-Tilleul Chapelle - Bois du prince de la ligne Charleroi - Thuillies est électrifiée, les services partiels 75 et 76 sont supprimés compensés par l'électrification amorcée de la ligne de Thuillies qui est temporairement exploitée en deux tronçons : sous l'indice 76 en traction électrique entre Charleroi Boulevard Paul Janson et Montigny-le-Tilleul Bois du prince et en autorail sous l'indice 73 entre Montigny-le-Tilleul Bois du prince et Thuillies, l'électrification complète de la ligne de Thuillies étant achevée l'année suivante. 

### Charleroi Boulevard Paul Janson - Montigny-le-Tilleul Bomerée
Le 1er août 1943, la ligne est prolongée du Petit-Lac à Montigny-le-Tilleul vers la Route de Beaumont dans le hameau de Bomerée (nouvelle section, capital 62),. 

### Charleroi Eden - Montigny-le-Tilleul Bomerée
1949 : terminus ramené de Charleroi Ville-Haute à Charleroi Eden. 

### Suppression
Le 1er juillet 1962, la ligne est supprimée, entrainant la fermeture à tout-trafic de la section Montigny-le-Tilleul Chapelle - Route de Beaumont,,. À cette date ou quelque temps après, la ligne d'autobus 71 Charleroi Place du Manège - Montigny-le-Tilleul Cité de Bomerée est prolongée depuis Bomerée jusqu'à la place du Manège par l'itinéraire de la ligne 74, la ligne formant ainsi une boucle garde le numéro 71 dans le sens Charleroi - Mont-sur-Marchienne - Montigny-le-Tilleul - Marchienne-au-Pont - Charleroi et prend le n°74 dans l'autre sens.

## Infrastructure

### Dépôts et stations
Dépôts utilisés par la ligne situés sur le reste du réseau ou des lignes connexes : Charleroi.

## Exploitation

### Horaires
Tableaux :
- 1931 : 437, numéro partagé avec les lignes 81 Charleroi - Monceau-sur-Sambre et 437B Charleroi - Thuillies[5] ;
- 1958 : 890, tableau commun avec la ligne 75 Charleroi - Thuillies[6].